# Muson

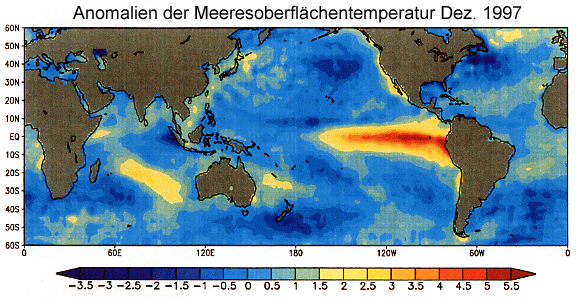
Temperatură anormală a apei marine măsurată la suprafață în (ºC), observații făcute în decembrie 1997 în timpul unui puternic El Niños (Sursă: NCEP, NOAA)

Musonul (arabă  ‏موسم  „mausin” = „anotimp”, „sezon”)
este un vânt (tropical) periodic care suflă pe teritoriul Asiei de sud (India, partea vestică a peninsulei Indochina, Bangladesh, Birmania, Indonezia și în Oceanul Indian ), ajungând iarna până la coasta de nord a Australiei și coasta estică a Africii (Madagascar și Mozambic). Acesta deviază spre vest Alizeele și conturbă calmul ecuatorial. Cea mai tipică regiune musonică este Asia de S (India) și de SE (Indochina). 
- Musonul de vară suflă dinspre Oceanul Indian, aducând pe teritoriul Asiei de sud umezeală, cu ploi bogate, care asigură 2 - 3 recolte agricole pe an. În această regiune geografică trăiesc 2/5 din populația globului. Dar în același timp Musonul de vară poate crește în intensitate, transformându-se în cicloane ce produc adevărate catastrofe naturale.
- Musonul de iarnă durează 6 luni, în cealaltă jumătate a anului (octombrie - aprilie) schimbându-se raportul de presiune atmosferică. Acesta își schimbă direcția, suflând dinspre uscat spre ocean, aduce secetă, influențează direcția Alizeelor (Pasat) și calmul ecuatorial de pe teritoriul Africii de est (regiunea pădurilor tropicale), unde spre deosebire de Asia, în urma traversării Oceanului Indian, musonul devine un vânt umed ce aduce ploi.